# As Good as It Gets
As Good as It Gets is een Amerikaanse film uit 1997, geregisseerd door James L. Brooks. As Good as It Gets gaat over de obsessieve-compulsieve schrijver Melvin Udall (gespeeld door Jack Nicholson) die ondanks zijn angststoornissen en vooroordelen vriendschap weet te sluiten met een serveerster (Helen Hunt), zijn homoseksuele buurman (Greg Kinnear) en een hondje, de griffon bruxellois Verdell. De film werd genomineerd voor zeven Academy Awards, waarvan hij er twee won.

## Verhaal
Melvin Udall (gespeeld door Jack Nicholson) is een beroemde romanschrijver en een grove, sarcastische, verzuurde en bevooroordeelde misantroop, die lijdt aan obsessieve-compulsieve stoornissen en teruggetrokken in zijn appartement in Manhattan leeft. Iedereen die hem ontmoet krijgt een belediging toegeworpen. De enige persoon die met hem om kan gaan is zijn vaste serveerster Carol Connelly (Helen Hunt), een alleenstaande moeder die continu werkt om voor zichzelf en haar zwaar astmatische zoontje te kunnen zorgen. Tegenover Melvin in hetzelfde appartementencomplex woont aanstormend kunstenaar Simon Bishop (Greg Kinnear), die vanwege zijn homoseksualiteit slachtoffer wordt van Melvins venijnige beledigingen.
Als Simon gewelddadig wordt overvallen door de jongen (Skeet Ulrich) die model stond voor een schilderij en in het ziekenhuis belandt, eist Simons agent en goede vriend Frank (Cuba Gooding jr.) dat Melvin zorg draagt voor Simons hondje, Verdell. Alhoewel Melvin eerst afwijzend tegenover Verdell staat, weet het hondje het hart van de schrijver te veroveren. Het kost hem zelfs veel moeite om het hondje weer aan zijn rechtmatige eigenaar af te staan.
Melvins leven wordt verder ontwricht als Carol vakantie neemt bij het café om voor haar chronisch zieke zoontje te zorgen. Melvin regelt medische zorg voor het kind, zodat zij weer kan werken. Alhoewel hij dit eerst alleen lijkt te doen om zijn dagelijkse routine te herstellen, blijkt later dat hij haar graag in zijn leven heeft.
Simon raakt ondertussen door het ziekbed vervreemd van zijn vrienden en kennissen, waaronder zelfs Verdell, die Melvin lijkt te verkiezen boven Simon, en raakt in een depressie. Ook komt hij door een slinkend netwerk in financiële problemen. Frank, zijn agent, overtuigt Melvin ervan dat hij Simon naar zijn ouders in Baltimore moet rijden, aan wie hij om geld kan vragen. Melvin voelt zich ongemakkelijk bij het idee om enkele dagen alleen met Simon op pad te zijn, en vraagt aan Carol of zij hen wil vergezellen.
Tijdens de reis voelt Melvin zich bedreigd door Simon, die het gelijk goed met Carol kan vinden. Melvin weet niet hoe hij de situatie moet aanpakken, wat resulteert in afstandelijkheid en beledigingen richting Carol. Carol begon juist echter voor hem te vallen. Als hij bijvoorbeeld bij een tussenstop in een hotel aan haar verklaart dat zij hem onbewust ertoe aanzet zichzelf te veranderen in een beter mens ("You make me want to be a better man") en zij antwoordt dat dat het grootste compliment was dat ze misschien ooit heeft gehad, verpest hij de situatie weer door te zeggen dat een belangrijke reden dat zij is meegevraagd was om te kijken of zij aantrekkelijk genoeg was om een homoseksuele man te kunnen verleiden.
Na de reis is de relatie tussen Simon en Melvin verbeterd, en Simon trekt zelfs bij Melvin in. De relatie tussen Melvin en Carol is echter verslechterd. Simon ziet de aantrekkingskracht tussen de twee en vindt dat de relatie een kans zou moeten krijgen. Hij probeert eerst Carol ervan te overtuigen dat ze hem een kans moet geven, maar zij weigert. Uiteindelijk weet hij Melvin ervan te overtuigen om achter haar aan te gaan. Melvin weet haar uiteindelijk voor zich te winnen, onder andere door een deel van zijn dagelijkse routine te doorbreken. Aan het einde van de film lopen ze samen weg.

## Rolverdeling
| Acteur           | Personage        |
| ---------------- | ---------------- |
| Jack Nicholson   | Melvin Udall     |
| Helen Hunt       | Carol Connelly   |
| Greg Kinnear     | Simon Bishop     |
| Cuba Gooding jr. | Frank Sachs      |
| Jill the Dog     | Verdell          |
| Skeet Ulrich     | Vincent Lopiano  |
| Shirley Knight   | Beverly Connelly |
| Yeardley Smith   | Jackie Simpson   |
| Lupe Ontiveros   | Nora Manning     |
| Jesse James      | Spencer Connelly |
| Lawrence Kasdan  | Dr. Green        |
| Harold Ramis     | Dr. Bettes       |
| Julie Benz       | Receptioniste    |

## Muziek
De originele filmmuziek werd gecomponeerd door Hans Zimmer. Een maand na de wereldpremière in de Verenigde Staten, bracht Sony Music een soundtrackalbum uit met de muziek uit de film.

## Prijzen en nominaties

### Oscars 1998
As Good as It Gets werd genomineerd voor zeven Oscars. Hij won er twee, voor de beste acteur (Nicholson) en beste actrice (Hunt). Het was de derde Oscar voor Jack Nicholson.
- Beste Acteur - Jack Nicholson (gewonnen)
- Beste Actrice - Helen Hunt (gewonnen)
- Beste Film - James L. Brooks, Bridget Johnson & Kristi Zea (nominatie)
- Beste Mannelijke Bijrol - Greg Kinnear (nominatie)
- Beste Origineel Scenario - Mark Andrus & James L. Brooks (nominatie)
- Beste Montage - Richard Marks (nominatie)
- Beste Muziek - Hans Zimmer (nominatie)

### Broadcast Film Critics Association Awards
- Beste Acteur - Jack Nicholson (gewonnen)
- Beste Film (nominatie)

### Golden Globes
- Beste Film - Komedie/Musical (gewonnen)
- Beste Acteur in een Film - Komedie/Musical - Jack Nicholson (gewonnen)
- Beste Actrice in een Film - Komedie/Musical - Helen Hunt (gewonnen)
- Beste Regie - James L. Brooks (nominatie)
- Beste Mannelijke Bijrol in een Film - Greg Kinnear (nominatie)
- Best Filmscript - Mark Andrus & James L. Brooks (nominatie)

### MTV Movie Awards
- Beste Actrice - Helen Hunt (nominatie)

### National Board of Review
- Beste Acteur - Jack Nicholson (gewonnen)
- Beste Mannelijke Bijrol - Greg Kinnear (gewonnen)

## Trivia
- In een scène imiteert Verdell de hond een van Melvins gedragsstoornissen door net als Melvin over de spleten tussen de stoeptegels te stappen, in plaats van erop te staan. De filmmakers kregen dit voor elkaar door kleine obstakels tussen de spleten te leggen, waardoor de hond er niet op kon staan. In de postproductie zijn deze obstakels digitaal weggepoetst.
- Verscheidene filmregisseurs en scenarioschrijvers zijn te zien in kleine cameo's, zoals Harold Ramis, Todd Solondz, Shane Black en Lawrence Kasdan.